# Рима
Римата е съзвучие в края на стиха; повторение на еднакви звукови групи, най-често в неговия край (където се наричат клаузули). Играе стиховоорганизираща и ритмична роля.
Римата е изпитание за творческите способности на поета и признак за овладяването на езика и на стихотворната техника. Тя трябва да бъде естествена, а не търсена и натрапена, не изтъкната и шаблонна, тъй като това косвено се отразява върху въздействието на стихотворението над читателя. Римата не е задължителен елемент на всяко стихотворение и на всяко стихосложение. В античното стихосложение, в народните песни и в т. нар. бели стихове не се използват рими.

## Значение на римата
Звуковото повторение предимно в края на два или повече стихове има ритмично, мелодично и косвено–смислово значение в стихотворението. Като отбелязва със звуково повторение края на стиха и основната стихова пауза, римата засилва усещането за разделянето на стихотворната реч на закономерно повтарящи се съизмерими речеви единици – стихове. Ритмично значение има и редуването на различен тип рими. Римата придава благозвучие на стиховете.
Римата има значение и за смисловата изразителност, като се включва в съвкупността от средства за изразяване преживяванията на поета, особено т. нар. фокусираща рима – римуване на думи, най-важни по смисъл за дадена част от стихотворението.

## Организация на римата
Римата започва от последната ударена гласна в стиха (русалка – малка, устремен – ден), но понякога се обогатява и от еднакви по гласеж съгласни и гласни, които предхождат ударената гласна, например зрак – мрак; мъгловито – жаловито; в първия пример римата се обогатява със съгласната р-, а във втория – с редицата от звукове лов-. Съзвучните гласни пред ударената гласна не се броят за част от римата.
Римата задължително обхваща ударената гласна и поне една съседна съгласна. Не се смята за римуване, когато е еднакви само една гласна в абсолютния край на думите, напр. страна – зора. В този случай е необходима еднаквост и на предходния звук (гори – зори)..

## Видове рими
Ако римата завършва на гласна, нарича се отворена; ако завършва на съгласна – затворена; и смесена, когато завършва на гласна и съгласна.
Според мястото на римуваните стихове в строфата се различават съседна (ААББ), кръстосана (АБАБ) и обхватна рима (АББА). Особен вид е римуването на думи след всеки трети стих, например:
Аз любя всичко живо, 
що светлий лъч заражда,
в скръбта на всички рани
по майката земя,
в блаженството свенливо,
що цвят на цвят обажда,
и в злобното мълчание
на скритата змия!
Теодор Траянов, „Освободена душа“.
Според мястото на съзвучните думи римата бива краестишна, начална и вътрешна. Повтарящото се разположение на римите е един от признаците, които показват строфирането на стихотворението.
Римите биват двойни, тройни, четворни и т.н. според броя на стиховете (два, три, четири...), които се римуват в една и съща рима, като най-честа е двойната рима. Когато всички рими са еднакви, тогава цялото стихотворение се нарича монорима.
Обикновено римите са прости (небесен – песен; велик – език), но има и сложни или съставни рими, образувани от две или три думи (где е – злодеи).
Най-силно въздействат върху читателя пълните, оригиналните, богатите рими, които звучат хармонично и най-често се образуват от съзвучие на различни части на речта – римуват се глагол и съществително или прилагателно име, съществително и прилагателно име и т.н. (бляска – рязка, чезна – беззвездна, железни – бездни). Точността на римата се определя от еднаквостта на звуковете (т.нар. акустична рима), а не на буквите (графическа рима), например: град – врат, близка – плиска.
Рима, в която след съзвучната ударена гласна идат нееднакви по гласеж съгласни и гласни, се нарича асонанс. При дисонанса и консонанса ударените гласни в римата са различни, а съгласните и гласните след тях са съзвучни (замръкна – викна).
Повторението на едни и същи думи в края на стиховете се нарича тавтологична рима. В хумора и сатирата се използва омонимична рима, а също и каламбурна рима.